# Liste der Bodendenkmale in Faßberg
In der Liste der Bodendenkmale in Faßberg sind alle Bodendenkmale der niedersächsischen Gemeinde Faßberg aufgelistet. Die Quelle ist der Denkmalatlas Niedersachsen. Der Stand der Liste ist der 11. Juni 2024.

## Allgemein
In den Spalten finden sich folgende Informationen des Bodendenkmales :
- Lage        : geographische Koordinaten
- Bezeichnung : Bezeichnung lt. Denkmalatlas
- Beschreibung: Beschreibung lt. Denkmalatlas
- ID          : Objekt-ID
- Bild        : Bild, ggf. zusätzlich mit Link zu weiteren Fotos im Medienarchiv Wikimedia Commons.

## Müden (Örtze)
| Lage                        | Bezeichnung                | Beschreibung | ID       | Bild |
| --------------------------- | -------------------------- | --- | -------- | ---- |
| 52° 52′ 31″ N, 10° 5′ 14″ O | Grabhügel Müden (Örtze) 36 | Annähernd runder Grabhügel im Durchmesser von ca. 13 Meter und einer Höhe von ca. 1,6 Meter, im Zentrum eine alte Eingrabung. | 28959803 |      |

### Grabhügelfeld Müden (Örtze) 14
ID:28927372

Von einer Gruppe mit ursprünglich sieben Grabhügeln, die schon 1938 teilweise überpflügt waren, sind noch fünf mit 13–14 m Dm. und 0,6–0,7 m H. erhalten. 1910 wurden bei einer Grabung aus einem der Hügel ein Armring und ein kegelförmiges Hütchen eines Kleiderbesatzes aus Bronze, Glasperlen und Leichenbrand geborgen.

| Lage                        | Bezeichnung                | Beschreibung | ID       | Bild |
| --------------------------- | -------------------------- | --- | -------- | ---- |
| 52° 52′ 10″ N, 10° 5′ 26″ O | Grabhügel Müden (Örtze) 14 | Annähernd runder Grabhügel im Durchmesser von ca. 13 × 15 Meter, und einer Höhe von ca. 1 Meter, ebenmäßig gewölbt.                                                          | 28959777 | BW   |
| 52° 52′ 9″ N, 10° 5′ 25″ O  | Grabhügel Müden (Örtze) 15 | Runder Grabhügel im Durchmesser von ca. 10 Meter und einer Höhe von ca. 0,2 Meter, Ränder flach auslaufend.                                                                  | 28959780 | BW   |
| 52° 52′ 8″ N, 10° 5′ 26″ O  | Grabhügel Müden (Örtze) 16 | Runder Grabhügel im Durchmesser von ca. 9 Meter und einer Höhe von 0,6 Meter, ebenmäßig gewölbt.                                                                             | 28959905 | BW   |
| 52° 52′ 7″ N, 10° 5′ 27″ O  | Grabhügel Müden (Örtze) 17 | Runder Grabhügel im Durchmesser von ca. 10 Meter und einer Höhe von ca. 0,6 Meter, Ränder flach auslaufend.                                                                  | 28959781 | BW   |
| 52° 52′ 7″ N, 10° 5′ 29″ O  | Grabhügel Müden (Örtze) 18 | Annähernd runder Grabhügel im Durchmesser von ca. 9 Meter und einer Höhe von bis 0,6 Meter, Ränder flach auslaufend. Am Südost-Rand durch eine Böschungskante angeschnitten. | 28959782 | BW   |

Grabhügel aus dem Grabhügelfeld Müden (Örtze) 14
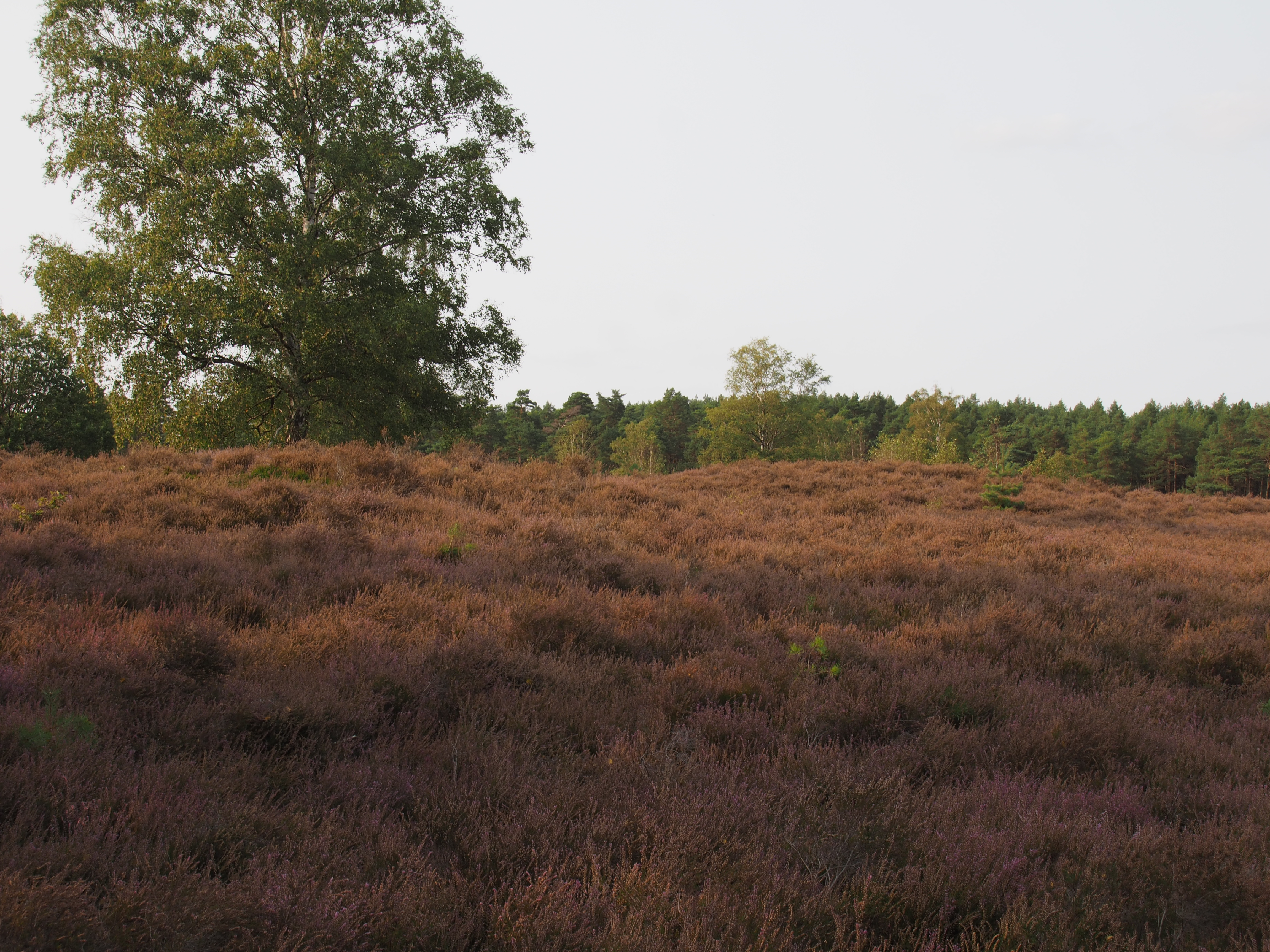
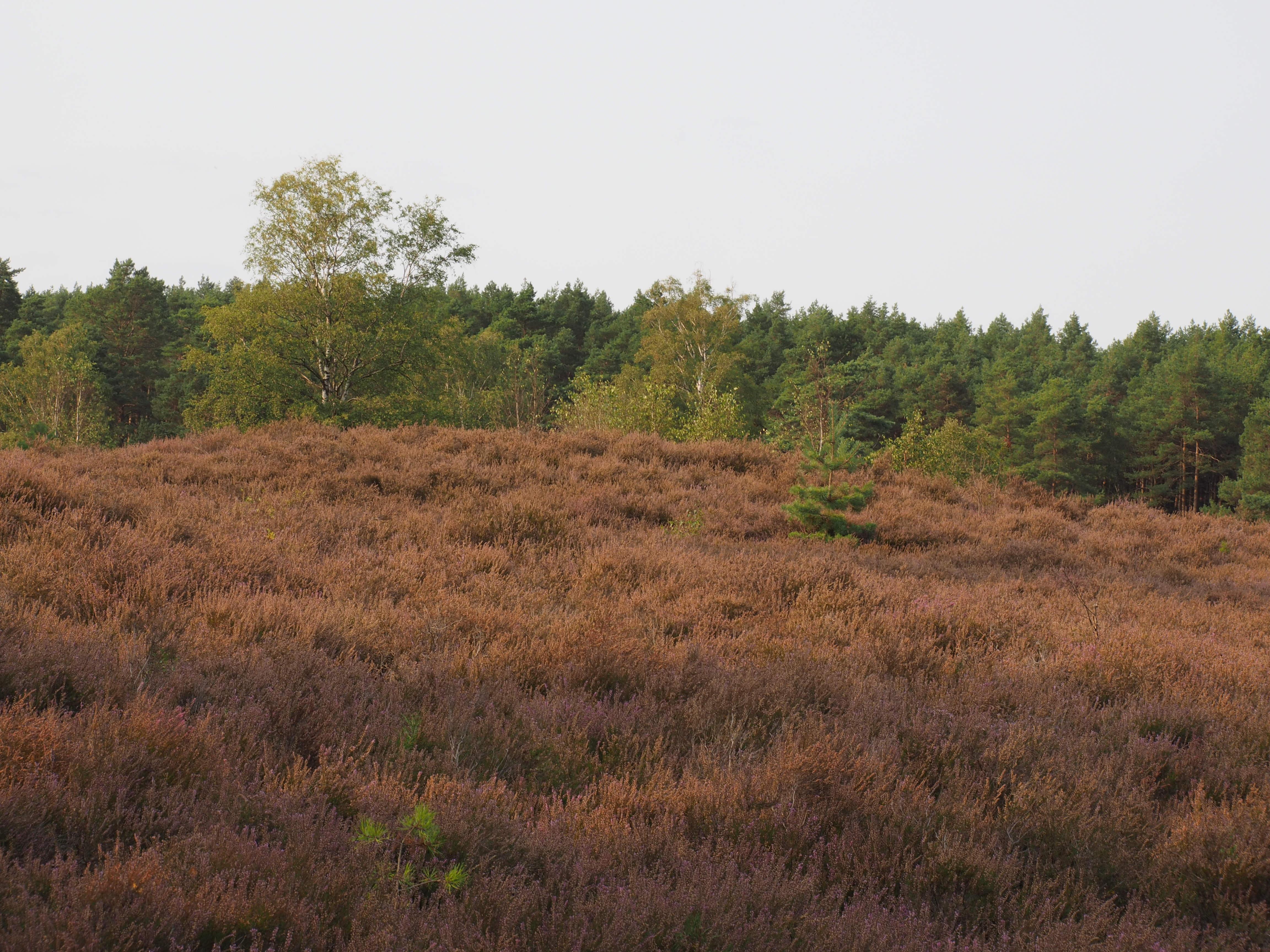
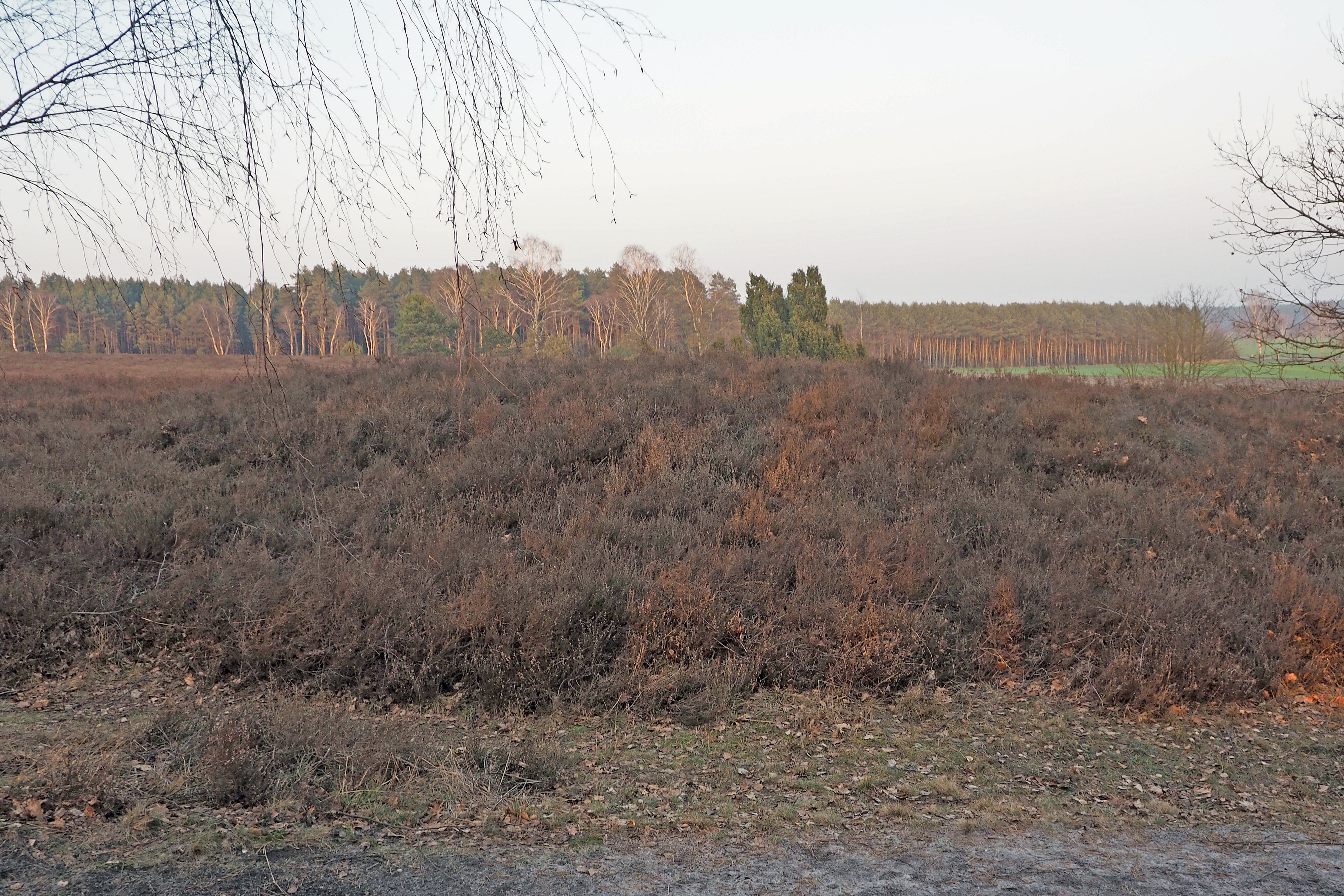
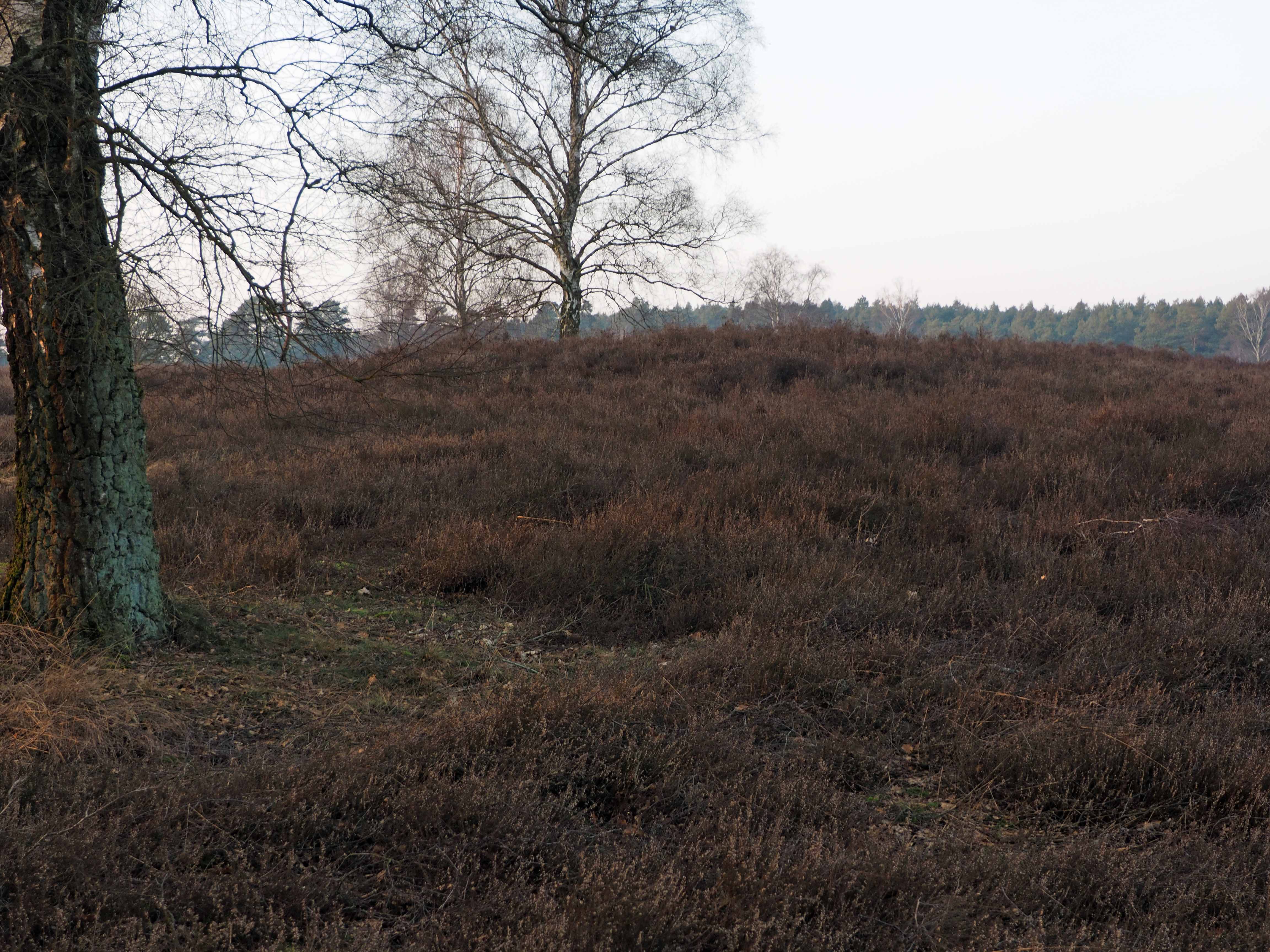

### Grabhügelfeld Müden (Örtze) 21
ID:28927371

Gruppe von 25–30 kleinen Grabhügeln, von denen 1999 nur die größeren erfasst wurden. Es handelt sich um 15 annähernd runde bis unförmige Grabhügel mit ca. 3–8 m Dm. und 0,4 bis 0,8 m H.

| Lage                       | Bezeichnung                | Beschreibung                                                                                    | ID       | Bild |
| -------------------------- | -------------------------- | ----------------------------------------------------------------------------------------------- | -------- | ---- |
| 52° 53′ 5″ N, 10° 5′ 2″ O  | Grabhügel Müden (Örtze) 21 | Unförmiger Grabhügel im Durchmesser von ca. 6 Meter und einer Höhe von bis 0,4 Meter.           | 28959783 | BW   |
| 52° 53′ 5″ N, 10° 5′ 1″ O  | Grabhügel Müden (Örtze) 22 | Unförmig, Dm. ca. 6 m, H. ca. 0,5 m. Nord-Seite flach ins Gelände übergehend.                   | 28959784 | BW   |
| 52° 53′ 5″ N, 10° 5′ 3″ O  | Grabhügel Müden (Örtze) 23 | Unförmiger Grabhügel im Durchmesser von bis 5 Meter und einer Höhe von ca. 0,4 Meter.           | 28959785 | BW   |
| 52° 53′ 5″ N, 10° 5′ 3″ O  | Grabhügel Müden (Örtze) 24 | Annähernd runder Grabhügel im Durchmesser von ca. 7 Meter und einer Höhe von ca. 0,5 Meter.     | 28959786 | BW   |
| 52° 53′ 5″ N, 10° 5′ 1″ O  | Grabhügel Müden (Örtze) 25 | Annähernd runder Grabhügel im Durchmesser von ca. 6 Meter und einer Höhe von ca. 0,3 Meter.     | 28959787 | BW   |
| 52° 53′ 5″ N, 10° 5′ 0″ O  | Grabhügel Müden (Örtze) 26 | Annähernd ovaler Grabhügel im Durchmesser von ca. 9 × 6 Meter und einer Höhe von bis 0,6 Meter. | 28959790 | BW   |
| 52° 53′ 4″ N, 10° 5′ 3″ O  | Grabhügel Müden (Örtze) 28 | Annähernd rund, Dm. ca. 3 m, H. ca. 0,5 m.                                                      | 28959778 | BW   |
| 52° 53′ 4″ N, 10° 5′ 3″ O  | Grabhügel Müden (Örtze) 29 | Annähernd runder Grabhügel im Durchmesser von ca. 4 Meter und einer Höhe von bis 0,2 Meter.     | 28959796 | BW   |
| 52° 53′ 3″ N, 10° 5′ 0″ O  | Grabhügel Müden (Örtze) 30 | Unförmiger Grabhügel im Durchmesser von ca. 7 × 5 Meter und einer Höhe von bis 0,4 Meter.       | 28959797 | BW   |
| 52° 53′ 3″ N, 10° 4′ 59″ O | Grabhügel Müden (Örtze) 31 | Unförmiger Grabhügel im Durchmesser von ca. 6 Meter und einer Höhe von ca. 0,4 Meter.           | 28959800 | BW   |
| 52° 53′ 3″ N, 10° 4′ 59″ O | Grabhügel Müden (Örtze) 32 | Unförmiger Grabhügel im Durchmesser von ca. 4 Meter und einer Höhe von ca. 0,2 Meter.           | 28959801 | BW   |
| 52° 53′ 3″ N, 10° 4′ 59″ O | Grabhügel Müden (Örtze) 33 | Annähernd rund, Dm. ca. 3 m, H. ca. 0,4 m.                                                      | 28959899 | BW   |
| 52° 53′ 4″ N, 10° 4′ 59″ O | Grabhügel Müden (Örtze) 34 | Annähernd runder Grabhügel im Durchmesser von ca. 6 Meter und einer Höhe von bis 0,4 Meter.     | 28959902 | BW   |
| 52° 53′ 4″ N, 10° 4′ 59″ O | Grabhügel Müden (Örtze) 35 | Runder Grabhügel im Durchmesser von ca. 4 Meter und einer Höhe von ca. 0,4 Meter.               | 28959903 | BW   |